# Танчик, Владимир Романович
Влади́мир Рома́нович Та́нчик (укр. Володимир Романович Танчик; род. 17 октября 1991, Черкассы) — украинский футболист, полузащитник клуба «Эпицентр».

## Биография
Заниматься футболом Владимир начал в родных Черкассах, в ДЮСШ «Зенит», куда его в семилетнем возрасте привёл отец. Первым тренером в спортшколе стал Геннадий Усенко. С седьмого класса продолжил обучение в спортинтернате «Княжа», находившемся в пгт Счастливое Киевской области, где занимался у тренеров Александра Косовца и Ирины Левченко, принимал участие в играх Детско-юношеской футбольной лиги Украины.
После окончания обучения стал выступать за взрослые команды клуба — «Княжа», выступавшую в первой лиге и «Княжа-2», игравшей во второй лиге. Дебютировал на профессиональном уровне в шестнадцатилетнем возрасте 20 июля 2008 года, выйдя на поле стадиона родного города в поединке «Днепр» (Черкассы) — «Княжа-2». Через месяц — 7 сентября, Владимир уже дебютировал в главной команде, выйдя на замену в конце поединка против перволиговой «Волыни». В этом же клубе, Владимир впервые вышел на поле в футболке с 34 номером, после чего получил от болельщиков прозвище — «Т-34». В 2007 году, возглавлявший юношескую сборную Украины U-17 Анатолий Бузник, пригласил Танчика в национальную команду, за которую Владимир дебютировал 9 июня, в поединке против сверстников из США.
В 2008 году, из-за финансовых проблем, «Княжа» снялась с соревнований и в следующем году Танчик перебирается в премьерлиговый ФК «Львов», который тренировал Сергей Ковалец. Но сразу заиграть в основном составе молодому футболисту не довелось. Получив в начале сезона травму, полузащитнику пришлось долго восстанавливаться, затем набирать форму играя за дублирующий состав. Дебютировал Владимир за основу львовского клуба уже в первой лиге, куда команда опустилась по итогам сезона 2008/09. Руководил коллективом молодой тренер Юрий Беньо, выпускавший полузащитника в основном на замену. Также футболист провёл несколько матчей за выступавший во второй лиге фарм-клуб львовян. В одном из таких поединков, состоявшемся 9 мая 2010 года против команды «Верес» (Ровно), Владимир отличился своим первым голом в профессиональной карьере. Со временем, уже при новом наставнике Александре Рябоконе, Танчик стал твёрдым игроком основы.
В июне 2011 года Танчика пригласили на просмотр в львовские «Карпаты», но до подписания контракта дело не дошло. Вскоре, возглавивший летом того же года «Севастополь» Александр Рябоконь, пригласил в свою команду ряд футболистов из ФК «Львов», в том числе и Танчика, подписавшего с клубом трёхлетний контракт. Уже в стартовом матче сезона 2011/12, Владимир дебютировал за севастопольский коллектив в матче против земляков из «Крымтеплицы», выйдя на замену во втором тайме в место Романа Войнаровского и отличившись голевой передачей. Танчик довольно уверенно вписался в игровые схемы севастопольцев, став игроком основы, а в августе 2011 года, был признан болельщиками клуба лучшим игроком месяца. В октябре того же года, Владимир впервые отличился голом за свой новый клуб, поразив ворота своей бывшей команды со Львова. В октябре севастопольцев возглавил новый тренер — Сергей Пучков, которому была поставлена задача вывести команду в Премьер лигу. Несмотря на смену наставника, правый полузащитник Танчик продолжал стабильно играть в основе команды. По итогам сезона «Севастополь» занял лишь третье место, не сумев выполнить поставленную задачу выхода в элитный дивизион.
Подготовку к новому сезону Танчик с партнёрами начали уже с новым тренером — Олегом Кононовым. «Севастополь» уверенно отыграл весь чемпионат, за четыре тура до окончания первенства оформив путёвку в Премьер лигу и в итоге став победителями турнира. Танчик был одним из лидеров коллектива, сыграв в победном сезоне, наряду с Артуром Карнозой больше всех матчей — 29 и забив 7 голов.
Дебюта в Премьер лиге Владимиру довелось ждать долго. Вскоре после старта чемпионата команду покинул Олег Кононов, возглавивший российский «Краснодар». Тренировавшие коллектив до конца первого круга Геннадий Орбу и Сергей Коновалов, места в составе команды для Танчика, ещё недавно игрока основы, не находили и всю осеннюю часть чемпионата полузащитник провёл играя за молодёжный состав. Возвращение в основной состав состоялось уже во втором круге, когда командой руководил болгарский специалист Ангел Червенков. Свой первый матч в элитном дивизионе Владимир провёл 15 марта 2014 года, выйдя в стартовом составе своей команды в выездном поединке против днепропетровского «Днепра», а 23 апреля, в матче «Севастополь» — «Металлург» (Запорожье), Владимир отличился и своим дебютным голом в Премьер лиге, на 66 минуте матча поразив ворота запорожского голкипера Евгения Боровика.
В сентябре 2014 года подписал контракт до конца года с возможностью продления ещё на один сезон, с хожувским «Рухом». В его составе принял участие только в трёх матчах чемпионата и одной кубковой игре. По окончании действия соглашения, клуб не стал продлевать договор и в конце декабря полузащитник покинул клуб. Спустя месяц, 27 января 2015 года, Владимир подписал контракт с другим клубом польского элитного дивизиона — «Гурник» (Ленчна). По истечении действия полугодичного соглашения полузащитник возвратился на Украину, где стал игроком клуба Премьер лиги «Олимпик» (Донецк), приняв приглашение главного тренера команды Романа Санжара.
Дебютировал Владимир за свой новый клуб, в выездном поединке второго тура 25 чемпионата Украины против киевского «Динамо», выйдя в основном составе. За несколько минут до финального свистка Танчик был удалён с поля, получив повторное предупреждение. Эта красная карточка стала первой в карьере футболиста за время выступлений в элитных дивизионах. По ходу сезона полузащитник «отличился» ещё одним удалением, получив красную карточку в игре против «Говерлы». В целом, дебютный сезон для Владимира сложился удачно, он стал твёрдым игроком основного состава, приняв участие в 21 матче чемпионата, в которых забил два гола — в ворота запорожского «Металлурга» и «Днепра». Отыграв за «Олимпик» осеннюю часть сезона 2016/17, которую команда завершила ничьей с «Днепром» благодаря голу забитому Танчиком, в межсезонье покинул донецкую команду. В январе 2017 года, Владимир подписал полуторагодичный контракт с дебютантом элитного дивизиона Венгрии, клубом «Дьирмот», представляющий предместье города Дьер. В новом клубе полузащитник стал выступать под традиционным для себя, 34 номером.

## Достижения
«Севастополь»
- Победитель Первой лиги Украины: 2012/13

«Днепр-1»
- Серебряный призёр чемпионата Украины: 2022/23